# £
El símbolo de la libra («£», más común en el Reino Unido) es el símbolo de la libra británica (pound), la moneda del Reino Unido. El mismo símbolo se utiliza (o se ha utilizado) en otros países y territorios para monedas del mismo nombre. Sin embargo, también hay países cuya moneda se llama pound, pero que no utilizan oficialmente el símbolo £.

## Origen
El símbolo deriva de la palabra latina libra ( libra ), la unidad de masa romana básica (aprox. 0,329 kg), que a su vez deriva de la palabra latina para balanza. La libra se convirtió en una unidad de masa británica y la moneda se llamó libra porque originalmente valía tanto como una libra Tower (326 g) de plata fina (pura). Por cierto, el penique anterior a la decimalización (240 de los cuales constituían £1) tomó el símbolo d de la palabra latina denarius.

## Uso
El signo de libra, al igual que el signo de dólar ("$"), limitado a inglés, irlandés y maltés, normalmente se coloca delante del número (es decir, «£120» y no «120£»), y no suele estar separado del número que le sigueo bien por un espacio.
El símbolo «₤» también se conoce como símbolo de la libra esterlina, siendo Sterling Pound el nombre oficial de la moneda.
En Italia, antes de la adopción del euro, el símbolo se utilizaba, a menudo con las dos líneas horizontales, para indicar los precios en liras italianas (como alternativa a la más frecuente L ). De hecho, se pudieron encontrar varios símbolos, ya que no existe un símbolo oficial único: en las monedas estaba escrito L. 100, pero en otros contextos era posible encontrar £100, £. 100, ₤ 100, ₤. 100, L 100, Lit 100 o Lit. 100. Con menos frecuencia, el símbolo también se puede encontrar después de la cantidad.

## Ordenador

### Códigos
El símbolo «£» tiene el código Unicode U+00A3 (heredado del latín-1). El código HTML es «&pound;» en XML se identifica con «&#163;».
El símbolo «₤» tiene el código Unicode U+20A4, mientras que el código decimal es «&#8356;».

### Modo de inserción
Se puede acceder al carácter «£» usando Mayúsc + 3 en un teclado de diseño italiano moderno.
Un teclado con distribución en inglés (Reino Unido) tiene el carácter «£» en la tecla 3 como los teclados italianos, mientras que en los teclados de EE. UU. debes usar la combinación AltGr + Mayúsc + 4 para insertar el símbolo de libra.
El símbolo «£» está presente en la tabla de caracteres Mac OS Roman y, por lo tanto, se puede utilizar en la mayoría de los teclados de MacOS, generalmente mediante la combinación Opción + 3 .
En Microsoft Windows, el símbolo «£» se puede insertar con la combinación Alt + 0 1 6 3, mientras que el símbolo «₤» se puede insertar con la combinación Alt + 8 3 5 6 .